# Molinet de cafè

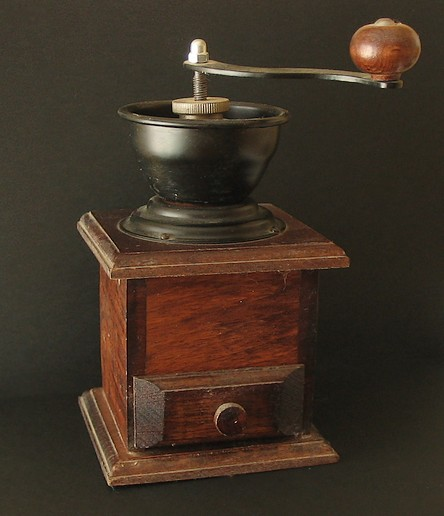
Molinet de cafè tradicional

El molinet de cafè és un estri de cuina que serveix per a polvoritzar els grans sencers de cafè just abans de preparar-se una beguda de cafè, per així poder gaudir millor de la seva aroma.
Fins fa poc se solien usar molinets mecànics amb una manovella, que a més eren més ecològics, ja que no gasten electricitat ni cap tipus d'energia combustible, però actualment, a més que la tendència és usar-los cada cop menys, n'existeixen també d'elèctrics. També hi ha molinets de cafè professionals, que entre altres coses acostumen a permetre escollir entre diverses mides de gra en pols polvoritzat, per a adaptar-lo a cada tipus de cafetera.
Els molinets de cafè de vegades es poden usar també per a moldre pebre, fruita seca o altres aliments.

## Tipus de molinets
Podem trobar dos tipus diferents de molinets segons la manera en com polvoritzen els grans de cafè. Es tracta dels que trituren fent servir ganivets o bé moles.
- Molinet de ganivets. Es poden fer servir per a moldre altres menes de productes com espècies, llavors o fruits secs.
- Molinet de moles. Són perfectes per als aficionats, ja que tenen dos engranatges més afilats. Els molinets de moles ceràmiques poden tenir moles de plaques planes, que no acaben agradant massa als usuaris perquè es poden escalfar massa. Tot i així, la majoria de molinets de gamma alta estan dissenyats perquè això no passi.